# Dangers on a Train
«Dangers on a Train» (укр. «Небезпеки в потягу») — фінальна, двадцять друга, серія двадцять четвертого сезону мультсеріалу «Сімпсони», прем'єра якої відбулась 19 травня 2013 року у США на телеканалі «Fox».

## Сюжет
Дев'ять років тому у першу річницю весілля Гомера і Мардж гуляють Спрінґфілдським торговим центром. Гомер передає доглядати малюка Барта Недові Фландерсу, доки вони з Мардж йдуть насолоджуватися річницею. Парі роблять масаж, кохаються в магазині та катаються на поїзді «Маленька Ліса» (англ. «L'il Lisa») навколо торгового центру…
У сьогоденні попри погані річниці весілля після тієї та занепад торгового центру до десятої річниці Гомер оголошує дітям про свої плани відтворити чарівну першу річницю його та Мардж і завершити її романтичною поїздкою на «Маленькій Лісі». Однак, Гомер помічає кількох робітників, які розбирають залізничні колії та потяг. Один із робітників, пояснює, що потягом більше ніхто не їздить. Гомер вирішує взяти ржавий потяг з собою додому та реконструювати його.
Тим часом вдома Мардж замовляє подарунок Гомерові на річницю в Інтернеті. Вона замовляє коробку улюблених закусочних тістечок Гомера «Доллі Медісонс». Однак, Сельма пояснює, що Мардж не на тому сайті — вона зайшла на «Сассі Медісонс», сайті для одружених, які шукають позашлюбних стосунків. Мардж жахається, коли чоловіки починають надсилати їй електронні листи. Вона вирішує обережно відбити кожного залицяльника.
У таверні Мо, Гомер, Барні, Ленні, Карл, Мо й отець Лавджой приступають до ремонту поїзда «Маленька Ліса» до ювілею Сімпсонів. Коли Гомер повертається додому і, побоюючись, що Мардж дізнається про його план і тим самим зіпсує сюрприз, вдає, що він забув про їхню річницю. Мардж розчарована Гомером, тому, отримавши ще один електронний лист від зацікавленого користувача, вирішує продовжити розмову.
Наступного ранку Мардж, охоплена почуттям провини, намагається розповісти Гомерові про своє листування. Однак, Гомер, побоюючись, що він випадково розкаже інформацію про свої плани на річницю, швидко втікає до таверни.
Пізніше того дня Мардж вирішує піти за покупками в магазин. Там, вона отримує від залицяльника повідомлення на свій телефон. Вирішивши покласти край їхнім «стосункам», швидко відповідає і чує, як в іншому місці магазина лунає сповіщення. Раптом з-за рогу з'являється чоловік, Бен. Мардж починає панікувати, але швидко усвідомлює, що Бен — звичайний хлопець, якому так само набридло своє подружнє життя. Удвох вони вирішують випити кави, і Мардж ясно дає зрозуміти, що вона щаслива заміжня жінка і не хоче заводити роман. Незабаром після цього пара починає обговорювати спільне улюблений телесеріал «Абатство Аптон». Мардж зізнається, що Гомерові не подобається шоу, і вона дивитиметься фінал сезону на самоті. Тоді Бен запрошує її спільно переглянути фінал онлайн. Однак, Мардж відмовляє.
Повернувшись додому, Гомер продовжує намагатися приховати свої плани від Мардж. Після того як Гомер вчергове пішов до Мо, вона вмикає телевізор і починає дивитися серіал. Бен дзвонить і говорить Мардж, що не може подивитися фінальний епізод, тому що його дружина дивиться реаліті-шоу. Мардж придумує план: через відеозв'язок на ноутбуці Мардж вони удвох дивляться епізод разом. Коли серія закінчилася, Бен пропонує, щоб він і Мардж одного дня разом подивились серіал… наживо в одній кімнаті. У паніці Мардж збиває екран ноутбука й ховає комп'ютер.
Наступного ранку дня річниці Гомер виходить із ванної і стогне від болю. Він скаржиться на хворобливість спини та запитує Мардж, чи привезе вона йому ліки з іншого міста. Розчарована, як проходить день, Мардж таки вирушає.
Тим часом виявляється, що це був план Гомера зберегти сюрприз від Мардж. Коли її немає вдома, він з друзями приступає до завершення організації плану. Вони прокладають залізничну колію для поїзда навколо будинку та прикрашають двір до вечірки.
Дорогою від аптеки Мардж не може стриматися від думок про Бена. Вона вирішує все забути і вдати усмішку, щоб приховати своє нещастя вдома. Коли вона приїжджає додому, то раптово чує гудок поїзда і її засліплює світло фар. Потяг «Магічна Мардж» (англ. «The Majestic Marge»), виїжджає із задньої частини будинку. Гомер і діти вітають Мардж з ювілеєм. Мардж зворушена задумливістю Гомера, і вони обіймаються. Потяг їде і проїжджає на задній двір, де зібралися друзі та знайомі. Вони влаштовують вечірку і святкують.
Саме тоді з'являється дружина Бена, Рамона в пориві люті. Рамона пояснює Гомерові, що Бен і Мардж разом дивилися британський телесеріал, і Гомер також з ревнощів готується вдарити Бена. Однак, Мардж розриває пояснює, що секрет шлюба у відсутності секретів, крім хороших. Гомер відкидає свій гнів, вони з Мардж цілуються та миряться. Спостерігаючи за цим, Рамона згадує про щасливий шлюб її та Бена, і вони також возз'єднуються.

## Виробництво
Спочатку серія «The Man Who Came to Be Dinner» мала вийти того дня як фінальна серія 24 сезону. Однак, серію було затримано на 1,5 роки, бо певний час розглядалася як потенційний сюжет для другого фільма про Сімпсонів. Водночас, епізод «Dangers on a Train» спочатку планувався як прем'єра 25 сезона.
З нагоди майбутнього ювілейного 25 сезона «Сімпсонів» наприкінці прем'єрної серії 24 сезону «Moonshine River» було оголошено конкурс, в рамках якого глядачі пропонували свої ідеї диванної заставки. Ідеї переможців були втілені на початку фіналу сезона, епізода «Dangers on a Train». Було показано дві заставки. Одну, котру транслювали тільки в Канаді, створено Реєм Савайя. За сюжетом на дивані Сімпсонів сидять гагара, канадський хокеїст, Джої Макдональд і бобер. Звучить національний гімн Канади. Сімпсони вбігають і відштовхують їх убік, після чого Меґґі смокче хокейну шайбу.
У США та у всьому світі було показано іншу диванну заставку, створену Шерілом Брауном з Окленда (Каліфорнія), в якій сім'я Сімпсонів представлена у вигляді кульбабок.
У листопаді 2012 року журнал «Entertainment Weekly» повідомив, що Сет Мак-Фарлейн зіграє Бена, чоловіка, який намагається закрутити роман з Мардж. Виконавчий продюсер Ел Джін вважав, що ця роль підходить Мак-Фарлейну через його голос. Він також відзначив дружнє суперництво з Мак-Фарлейном через його мультсеріали, які також транслюються щонеділі на каналі «Fox», і включив у серію жарт, який є відсиланням на це.
В уяві Мардж Бен співає пісню Джерома Керна і Дороті Філдс «The Way You Look Tonight». Джекі Мейсон як запрошена зірка мав заспівати один рядок, але це вирізали з фінальної версії епізода.

## Цікаві факти і культурні відсилання
- У вечір виходу серії в етер також вийшла серія «Сім'янина», мультсеріала Сета Мак-Фарлейна, «No Country Club for Old Men», в якій як запрошена зірка виступив ветеран «Сімпсонів» Генк Азарія. Про такий збіг Азарія зазначив у «Twitter», пожартувавши, що це «знак апокаліпсису»[8].
- Гомер співає пісню американську фольк-пісню «I've Been Working on the Railroad» (укр. «Я труджусь на залізниці»)[9].
- Коли Гомер презентує Мардж потяг, то запитує, чи протримаються вони до 25-річчя. Барт повертається до камери і каже, що «не варто», зламавши «четверту стіну»[9].

## Ставлення критиків і глядачів
Під час прем'єри серію переглянули 4,52 млн осіб з рейтингом 2.1.
Роберт Девід Салліван з «The A.V. Club» дав серії оцінку C+, сказавши, що серії — це «більш стандартний варіант „Сімпсонів“ 2013 року з ще однією подорожжю до бездонного колодязя історій про те, як Мардж почувається знехтуваною Гомером, коли наближається їхня 10 річниця… Цього разу немає катастрофи типу монорейкової дороги, і „Dangers on a Train“ має одне з найпростіших і приємніших примирень Гомера та Мардж».
Тереза Лопес з «TV Fanatic» дала серії і попередній серії «The Saga of Carl», що вийшла того вечора, три з п'яти зірок, сказавши, що попри буденний сюжет про проблеми у шлюбі Сімпсонів, їй сподобалася пародія на «Абатство Даунтон». Також вона відзначила гру Сета Мак-Фарлейна: «Сет Макфарлейн також зробив кумедне доповнення до епізоду, але він використав свій звичайний штрих, використовуючи свій голос Стьюї [Гріффіна] і спів у стилі Сінатри, який, безумовно, страждав від закону спадної віддачі».
У грудні 2013 року сценариста серії Майкла Прайса було номіновано на премію «Енні» в категорії «Найкраще написання сценарію».
Згідно з голосуванням на сайті The NoHomers Club більшість фанатів оцінили серію на 4/5 із середньою оцінкою 3,71/5.